# Osservatorio astrofisico di Catania
L'osservatorio astrofisico di Catania è un osservatorio astronomico che ha sede nella città siciliana, precisamente all'interno del complesso della Cittadella Universitaria. È diretto in collaborazione dal Dipartimento di fisica e astronomia (DFA) dell'Ateneo e dall'Istituto nazionale di astrofisica.

## Storia

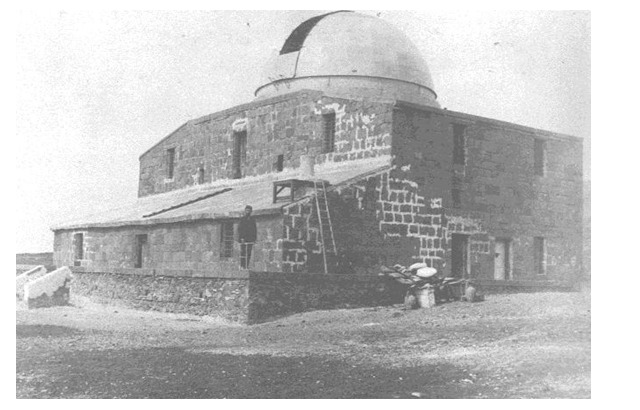
Un'antica foto del Regio osservatorio

L'osservatorio di Catania venne fondato su iniziativa di Pietro Tacchini, che allora dirigeva l'osservatorio di Palermo, nel 1876. Il nuovo istituto, chiamato Osservatorio Bellini, venne costruito sulla parte alta dell'Etna, a quota 2941 metri. Fu operativo per circa dieci anni, ma solo nel periodo estivo. L'edificio fu in seguito utilizzato come osservatorio vulcanologico e sepolto da circa 15 metri di lava durante l'eruzione vulcanica del 1971.
Per le difficoltà d'accesso fu realizzato in città il "Regio Osservatorio" nel 1880. Grazie a questa iniziativa, a Catania sorse la prima (e unica all'epoca) cattedra di astrofisica italiana che fu affidata nel 1890, ad Annibale Riccò, e l'Italia partecipò al progetto della Carte du Ciel dell'Accademia francese delle scienze. 
Il telescopio fu installato nel 1891 in un padiglione costruito ex novo nel Monastero dei Benedettini. La cupola del padiglione era girevole, del diametro di 5,5 metri. In disuso dopo la seconda guerra mondiale, l'edificio fu ceduto all'ospedale Vittorio Emanuele e abbattuto nel 1982.
La sede distaccata "Mario Girolamo Fracastoro" dell'Osservatorio astrofisico è situata nel territorio etneo a 1 725 m sul livello del mare, nella frazione Serra la Nave. 
Iniziata nel 1956, fu inaugurata nel 1966 dal prof. Mario Girolamo Fracastoro e dai suoi collaboratori. Qui hanno sede i due telescopi da 91 cm e da 61 cm.
La sede "Annibale Riccò" si trova invece all'interno della "Città Universitaria".